# UCAM Murcia CB
Actualités
Le Universidad Católica de Murcia Club de Baloncesto, ou UCAM Murcia , est un club espagnol de basket-ball basé à Murcie. Le club appartient à la Liga ACB, soit le plus haut niveau du championnat espagnol.

## Historique

Ancien logo (1993-2009)

## Noms du club

### Noms officiels
- 1985-1993 : Agrupacion Deportiva Juver
- 1993-2013 : CB Murcia
- 2013- : UCAM Murcia

### Sponsoring
- 1997-1998 : CB Murcia Artel
- 1998-1999 : Recreativos Orenes CB Murcia
- 2000-2003 : CB Etosa/Etosa Murcia
- 2003-2008 : Polaris World CB Murcia
- 2011- : UCAM Murcia

## Palmarès
| Compétitions nationales | Compétitions internationales               |

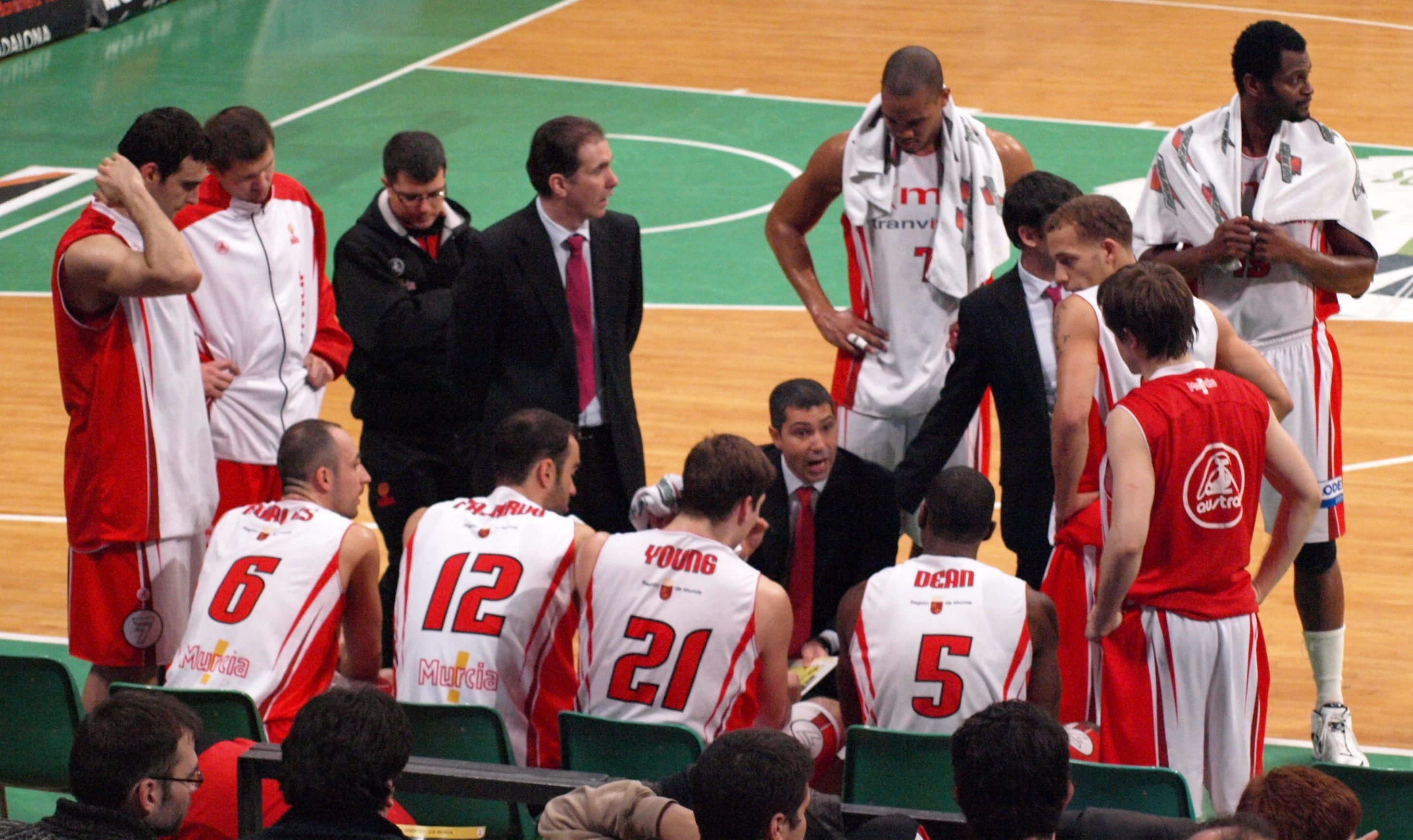
équipe de Murcia en 2008-2009

| - Championnat d'Espagne de D2 (4) : - Vainqueur : 1990, 1993, 2003, 2011 - Copa Princesa de Asturias (1) : - Vainqueur : 2006 | - Ligue des Champions : - Troisième : 2018 |

## Joueurs et personnalités du club

### Entraîneurs
Le tableau suivant présente la liste des entraîneurs du club depuis 1985.
| Rang | Nom                     | Période   |
| ---- | ----------------------- | --------- |
| 1    | Felipe Coello           | 1985-1991 |
| 2    | Moncho Monsalve         | 1991      |
| 3    | Clifford Luyk           | 1991      |
| 4    | Fernando Sánchez Luengo | 1991      |
| 5    | Felipe Coello           | 1991-1992 |
| 6    | Iñaki Iriarte           | 1992      |
| 7    | Felipe Coello           | 1992      |
| 8    | Moncho Monsalve         | 1993      |
| 9    | José María Oleart       | 1993-1996 |

| Rang | Nom                 | Période   |
| ---- | ------------------- | --------- |
| 10   | Ricardo Hevia       | 1996      |
| 11   | Alberto Sanz        | 1996-1997 |
| 12   | Felipe Coello       | 1998      |
| 13   | Manolo Flores       | 1998-2000 |
| 14   | Pepe Rodríguez      | 2000-2002 |
| 15   | José María Oleart   | 2002      |
| 16   | Felipe Coello       | 2002-2004 |
| 17   | Miguel Ángel Martín | 2004      |
| 18   | Iván Déniz          | 2004-2005 |

| Rang | Nom              | Période   |
| ---- | ---------------- | --------- |
| 19   | Chete Pazo       | 2005      |
| 20   | Manel Comas      | 2005-2006 |
| 21   | Manolo Hussein   | 2006-2009 |
| 22   | Moncho Fernández | 2009      |
| 23   | Edu Torres       | 2009-2010 |
| 24   | Luis Guil        | 2010-2012 |
| 25   | Óscar Quintana   | 2012-2014 |
| 26   | / Marcelo Nicola | 2014      |
| 27   | Diego Ocampo     | 2014-2015 |

| Rang | Nom              | Période   |
| ---- | ---------------- | --------- |
| 28   | Fótis Katsikáris | 2015-2016 |
| 29   | Óscar Quintana   | 2016-2017 |
| 30   | Fótis Katsikáris | 2017      |
| 31   | Ibon Navarro     | 2017-2018 |
| 32   | Javier Juárez    | 2018-2019 |
| 33   | Sito Alonso      | 2019-     |

### Joueurs emblématiques
- Stéphane Risacher
- / Amara Sy
- Kim Tillie
- Makrem Ben Romdhane
- Goran Dragić
- Vítor Faverani
- Nenad Marković
- Anton Gavel
- Tony Farmer
- Clarence Kea
- Pete Mickeal
- Corey Crowder
- Rod Sellers
- Lou Roe
- Matt Gatens
- Rick Hughes
- Matt Walsh
- David Wood

## Salles
- 1985-1994 : Pabellón Príncipe Felipe
- 1994- : Palacio de Deportes